# Lektionen in Finsternis
Lektionen in Finsternis (também conhecido nos Estados Unidos como Lessons of Darkness) (br: Lições da Escuridão) é um documentário escrito, dirigido e narrado pelo alemão Werner Herzog. Foi filmado em 16 mm a partir da perspectiva de um observador quase alienígena, o filme é uma exploração dos campos de petróleo, incendiados e devastados no pós-Guerra do Golfo no Kuwait, descontextualizado e caracterizado de tal maneira a enfatizar a estranheza do cataclísmico do terreno.

## Sinopse
Documentário narrado por Herzog, que mostra os campos petrolíferos do Kuwait em chamas, emanando altas colunas de fumaça. Através da narração, o enredo em si aborda um país desconhecido que sofreu com a feroz Guerra do Golfo e arca com as conseqüências.
Em contraste com o documentários comums, são poucas as entrevistas e poucos comentários. O que deve ter sido o próprio inferno é apresentado ao espectador com belas imagens pós-apocalípticas e com uma ótima trilha sonora.
Herzog considera esse filme uma produção de ficção científica, ao invés de um documentário, pois a impressão que nos passa é de que estamos assistindo a um filme de outro planeta, por parecer tudo tão longe de nossa realidade.

## ligações externas
- Lições da Escuridão. no IMDb.